# Mohamed Mohsen Abou Greisha
Mohamed Mohsen Abou Greisha (Ismailia, 4 agosto 1981) è un ex calciatore egiziano, di ruolo attaccante.

## Palmarès

### Giocatore

#### Competizioni nazionali
- Campionato egiziano: 1

Ismaily: 2000-2001